# Ceranthia tenuipalpis
Ceranthia tenuipalpis är en tvåvingeart som först beskrevs av Villeneuve 1921.  Ceranthia tenuipalpis ingår i släktet Ceranthia, och familjen parasitflugor. Arten är reproducerande i Sverige.